# Lupercalegrotten
Lupercalegrotten i Rom i Italien er ifølge overleveringen det sted, hvor en hunulv ammede tvillingerne Romulus og Remus, der senere grundlagde Rom. I 2007 fandt arkæologer i forbindelse med restaureringsarbejde af ruinerne af kejser Augustus' palads på Palatinerhøjen en 16 meter dyb grotte, dekoreret med muslinger og mosaikker, som menes at være den hule, der er knyttet til myten om Roms grundlæggelse.